# Уренгойське газове родовище

Мапа-схема Уренгойського газового родовища

Уренгойське газове родовище — найбільше на півночі Росії, у Пурівському районі Ямало-Ненецького автономного округу, входить у Західно-Сибірську нафтогазоносну провінцію. Уренгойське родовище є одним з найбільших у світі. Запаси родовища в Уренгої оцінюються в близько 16 трлн м³ природного газу.

## Історія
Уренгойське родовище відкрите 1961 року. Введене в експлуатацію у 1978 році. Тоді ж була розпочата розробка унікального сеноманського газового покладу, який складається з трьох геологічних структур — Уренгойського валу, Ен-Яхинського і Песцового підняття.

## Характеристика
Глибина залягання покладів 2185 м. Запаси 16 трлн м³.

## Розробка родовища
Видобуток газу Уренгойгазпромом здійснюється на ділянках перших двох структур, причому основні відбори здійснюються з покладу Уренгойської площі, де за станом на початок 1998 року було відібрано вже близько 60 % від первинних запасів газу. Тому пріоритетним є освоєння і облаштування нових перспективних площ, газ яких дозволить Уренгойгазпрому компенсувати падіння видобутку на основних об'єктах, що розробляються.
Видачу продукції родовища здійснюють потужні газотранспортні системи Уренгой – Центр, Уренгой – Помари, Уренгой – Надим, Уренгой – Новопсков, Уренгой – Петровськ та Уренгой – Челябінськ. Також існує перемичка Ямбург – Уренгой із сусіднім (так само унікальним) Ямбурзьким родовищем.

## Пожежі
5 серпня 2021 року горів завод із підготовки конденсату до транспортування газу за 28 км на північний схід від Уренгоя. Після цього російська компанія значно знизила постачання до Європейського Союзу газопроводом Ямал — Європа.
16 червня 2022 року виникла друга за рік пожежа на ділянці трубопроводу в районі 8-го газового промислу. Російський «Газпром» стверджує, що причиною пожежі став розрив газової труби. Російські офіційні джерела іншої інформації про причини пожежі не надали, також невідомо й про хід ліквідації аварії, проте  стало відомо, що постачання газу трубопроводом припинилося на невизначений термін.